# Sycozoa pulchra
Sycozoa pulchra är en sjöpungsart som först beskrevs av William Abbott Herdman 1886.  Sycozoa pulchra ingår i släktet Sycozoa och familjen Holozoidae. Inga underarter finns listade i Catalogue of Life.